# Mesobracon cameroni
Mesobracon cameroni är en stekelart som beskrevs av Josef Fahringer 1928. Mesobracon cameroni ingår i släktet Mesobracon och familjen bracksteklar. Inga underarter finns listade i Catalogue of Life.